# يفين نوفاك
يفين نوفاك (بالأوكرانية: Новак Євгеній Анатолійович)‏ (1 فبراير 1989 بكييف في أوكرانيا - ) هو لاعب كرة قدم أوكراني في مركز الدفاع. شارك مع منتخب أوكرانيا تحت 21 سنة لكرة القدم. أما مع النوادي، فقد لعب مع دينامو كييف ونادي فاردار وFC Sevastopol ‏ وFC Dynamo-3 Kyiv ‏ وFC Dynamo-2 Kyiv ‏ ونادي فولين لوتسك.

## وصلات خارجية
- يفين نوفاك على موقع اتحاد أوكرانيا (الإنجليزية)
- يفين نوفاك على موقع قاعدة بيانات كرة القدم.إي يو (الإنجليزية)
- يفين نوفاك على موقع Soccerway.com (الإنجليزية)
- يفين نوفاك على موقع عالم كرة القدم.نت (الإنجليزية)